# Chi-Raq
Chi-Raq is een Amerikaanse film uit 2015 van regisseur Spike Lee. De hoofdrollen worden vertolkt door Teyonah Parris, Nick Cannon, Wesley Snipes, Samuel L. Jackson, Angela Bassett en John Cusack.

## Verhaal
De film is een moderne interpretatie van de Oud-Griekse komedie Lysistrata van dichter Aristophanes. Het verhaal, dat verteld wordt door Dolmedes, speelt zich af in het hedendaagse Chicago, waar bendes elkaar op gewelddadige wijze bestrijden. Chi-Raq is de leider van de Spartanen, die in onmin leven met de Trojanen onder leiding van Cyclops. Wanneer op een dag een jong meisje sterft als gevolg van een verdwaalde kogel besluit Lysistrata, de vriendin van Chi-Raq, in te grijpen. Ze gaat in seksstaking en overtuigt de overige vrouwen uit de gemeenschap om hetzelfde te doen. Onder het motto "No Peace, No Pussy" proberen ze een wapenstilstand tot stand te brengen.

## Rolverdeling
- Teyonah Parris – Lysistrata
- Nick Cannon – Chi-Raq
- John Cusack – Mike Corridan
- Samuel L. Jackson – Dolmedes
- Wesley Snipes – Cyclops
- Angela Bassett – Miss Helen
- Jennifer Hudson – Irene
- D. B. Sweeney – Mayor McCloud
- Harry Lennix – Commissioner Blades
- Steve Harris – Ole Duke
- David Patrick Kelly – Major King Kong
- Isiah Whitlock jr. – Bacchos
- Dave Chappelle – Morris

## Titelverklaring en controverse
Chi-Raq is slang uit Chicago. De term is een porte-manteauwoord en komt voort uit de samensmelting van Chicago en Iraq. Door haar vele dodelijke slachtoffers en hoge misdaadcijfers wordt de Amerikaanse stad Chicago door een deel van de bevolking weleens vergeleken met het oorlogsgebied in Irak. Vooral in de South Side, het zuidelijk gedeelte van de stad, wordt de term regelmatig gebruikt als synoniem voor Chicago.
Het stadsbestuur van Chicago drong erop aan dat regisseur Spike Lee de titel van de film zou aanpassen en dreigde zelfs om de door de stad beloofde subsidies voor zijn productie te schrappen. Lee noemde burgemeester Rahm Emanuel later een "pestkop" en de leden van het stadsbestuur "kontlikkers".